# Junior női kézilabda-világbajnokság
A junior női kézilabda-világbajnokság a Nemzetközi Kézilabda-szövetség (International Handball Federation, IHF) szervezésében, minden páros évben, kétévente megrendezésre kerülő nemzetközi női kézilabdatorna, 20 év alatti játékosok számára. A vb-n a selejtezők után 32 nemzet válogatottja vesz részt. Az eseményt 1977 óta rendezik, 2008 óta a páros években.
A magyar junior női kézilabda-válogatott 2018-ban nyert világbajnokságot, 2001-ben, 2003-ban, 2022-ben és 2024-ben ezüstérmes, 2012-ben bronzérmes volt.

## Tornák
| Év   | Rendező          | Döntő                                 | Döntő                                 | Döntő                                 | Bronzmérkőzés                         | Bronzmérkőzés                         | Bronzmérkőzés                         |
| Év   | Rendező          | Aranyérmes                            | Eredmény                              | Ezüstérmes                            | Bronzérmes                            | Eredmény                              | Negyedik helyezett                    |
| ---- | ---------------- | ------------------------------------- | ------------------------------------- | ------------------------------------- | ------------------------------------- | ------------------------------------- | ------------------------------------- |
| 1977 | Románia          | · Jugoszlávia                         | 16–13 (h.u.)                          | · Szovjetunió                         | · Románia                             | 16–15 (h.u.)                          | · NDK                                 |
| 1979 | Jugoszlávia      | · Szovjetunió                         | Nem kieséses rendszerű                | · NDK                                 | · Jugoszlávia                         | Nem kieséses rendszerű                | · Magyarország                        |
| 1981 | Kanada           | · Szovjetunió                         | Nem kieséses rendszerű                | · Jugoszlávia                         | · NSZK                                | Nem kieséses rendszerű                | · Dél-Korea                           |
| 1983 | Franciaország    | · Szovjetunió                         | 22–17                                 | · NDK                                 | · Dél-Korea                           | 26–23                                 | · Jugoszlávia                         |
| 1985 | Dél-Korea        | · Szovjetunió                         | 27–24                                 | · Dél-Korea                           | · Lengyelország                       | 30–29 (h.u.)                          | · NDK                                 |
| 1987 | Dánia            | · Szovjetunió                         | 24–15                                 | · Dánia                               | · NDK                                 | 27–23                                 | · Dél-Korea                           |
| 1989 | Nigéria          | · Szovjetunió                         | 26–23                                 | · Dél-Korea                           | · Bulgária                            | 27–18                                 | · Jugoszlávia                         |
| 1991 | Franciaország    | · Szovjetunió                         | 26–25                                 | · Dél-Korea                           | · Dánia                               | 25–18                                 | · Svédország                          |
| 1993 | Bulgária         | · Oroszország                         | 24–17                                 | · Bulgária                            | · Dél-Korea                           | 28–27                                 | · Dánia                               |
| 1995 | Brazília         | · Románia                             | 28–24                                 | · Dánia                               | · Norvégia                            | 26–24                                 | · Dél-Korea                           |
| 1997 | Elefántcsontpart | · Dánia                               | 29–26                                 | · Oroszország                         | · Románia                             | 27–26                                 | · Norvégia                            |
| 1999 | Kína             | · Románia                             | 25–20                                 | · Litvánia                            | · Dánia                               | 25–20                                 | · Magyarország                        |
| 2001 | Magyarország     | · Oroszország                         | 29–27                                 | · Magyarország                        | · Németország                         | 26–22                                 | · Spanyolország                       |
| 2003 | Macedónia        | · Oroszország                         | 26–24                                 | · Magyarország                        | · Norvégia                            | 35–30                                 | · Horvátország                        |
| 2005 | Csehország       | · Oroszország                         | 30–25                                 | · Norvégia                            | · Dél-Korea                           | 28–23                                 | · Magyarország                        |
| 2008 | Macedónia        | · Németország                         | 23–22                                 | · Dánia                               | · Dél-Korea                           | 29–22                                 | · Spanyolország                       |
| 2010 | Dél-Korea        | · Norvégia                            | 30–21                                 | · Oroszország                         | · Montenegró                          | 24–23                                 | · Dél-Korea                           |
| 2012 | Csehország       | · Svédország                          | 29–22                                 | · Franciaország                       | · Magyarország                        | 26–24                                 | · Szerbia                             |
| 2014 | Horvátország     | · Dél-Korea                           | 34–27                                 | · Oroszország                         | · Dánia                               | 21–20                                 | · Németország                         |
| 2016 | Oroszország      | · Dánia                               | 32–28 (h.u.)                          | · Oroszország                         | · Románia                             | 26–25                                 | · Németország                         |
| 2018 | Magyarország     | · Magyarország                        | 28–22                                 | · Norvégia                            | · Dél-Korea                           | 29–27                                 | · Oroszország                         |
| 2020 | Románia          | A koronavírus-járvány miatt törölték. | A koronavírus-járvány miatt törölték. | A koronavírus-járvány miatt törölték. | A koronavírus-járvány miatt törölték. | A koronavírus-járvány miatt törölték. | A koronavírus-járvány miatt törölték. |
| 2022 | Szlovénia        | · Norvégia                            | 31–29                                 | · Magyarország                        | · Hollandia                           | 31–20                                 | · Svédország                          |
| 2024 | Észak-Macedónia  | · Franciaország                       | 29–26                                 | · Magyarország                        | · Hollandia                           | 34–28                                 | · Dánia                               |

## Éremtáblázat
Az alábbi táblázat az 1977–2024-ig megrendezett junior női világbajnokságokon érmet nyert csapatokat tartalmazza.
Magyarország csapata eltérő háttérszínnel kiemelve.
| Helyezés | Nemzet        | Arany | Ezüst | Bronz | Összesen |
| 1.       | Szovjetunió   | 7     | 1     | 0     | 8        |
| 2.       | Oroszország   | 4     | 4     | 0     | 8        |
| 3.       | Dánia         | 2     | 3     | 3     | 8        |
| 4.       | Norvégia      | 2     | 2     | 2     | 6        |
| 5.       | Románia       | 2     | 0     | 3     | 5        |
| 6.       | Magyarország  | 1     | 4     | 1     | 6        |
| 7.       | Dél-Korea     | 1     | 3     | 5     | 9        |
| 8.       | Jugoszlávia   | 1     | 1     | 1     | 3        |
| 9.       | Franciaország | 1     | 1     | 0     | 2        |
| 10.      | Németország   | 1     | 0     | 2     | 3        |
| 11.      | Svédország    | 1     | 0     | 0     | 1        |
| 12.      | NDK           | 0     | 2     | 1     | 3        |
| 13.      | Bulgária      | 0     | 1     | 1     | 2        |
| 14.      | Litvánia      | 0     | 1     | 0     | 1        |
| 15.      | Hollandia     | 0     | 0     | 2     | 2        |
| 16.      | Montenegró    | 0     | 0     | 1     | 1        |
| 16.      | Lengyelország | 0     | 0     | 1     | 1        |
|          |               |       |       |       |          |
| Összesen | Összesen      | 23    | 23    | 23    | 69       |